# 2160
2160（二千百六十、二一六〇、にせんひゃくろくじゅう）は、自然数または整数において、2159の次で2161の前の数である。

## 性質
- 2160は合成数であり、約数は1, 2, 3, 4, 5, 6, 8, 9, 10, 12, 15, 16, 18, 20, 24, 27, 30, 36, 40, 45, 48, 54, 60, 72, 80, 90, 108, 120, 135, 144, 180, 216, 240, 270, 360, 432, 540, 720, 1080, 2160である。
  - 約数は40個。
  - 約数の和は7440。
- 2160 = 180 × 12
  - 2160°= 12π (rad)。1つ前の11πは1980°、次の13πは2340°。
  - 十四角形の内角の和は2160°である。1つ前の十三角形は1980°、次の十五角形は2340°。
- 2160 = 360 × 6
  - 6周分の角度は2160°である。1つ前の5周は1800°、次の7周は2520°。
- 438番目のハーシャッド数である。1つ前は2159、次は2170。
  - 9を基とする115番目のハーシャッド数である。1つ前は2151、次は2205。
- 2160 = 24 × 33 × 5
  - 3つの異なる素因数の積で p 4 × q 3 × r の形で表せる最小の数である。次は3024。(オンライン整数列大辞典の数列 A179698)
- 2160 = 3 × 6!
  - n = 6 のときの 3n! の値とみたとき1つ前は360、次は15120。(オンライン整数列大辞典の数列 A052560)
- 2160 = 211 + 112、この形の数の1つ前は1126、次は4218。
- 約数の和が2160になる数は20個ある。(870, 918, 920, 952, 1074, 1246, 1298, 1334, 1335, 1431, 1438, 1479, 1595, 1615, 1795, 1883, 1969, 2033, 2047, 2059) 約数の和20個で表せる最小の数である。次は7680。
  - 約数の和の個数 n 個で表せる最小の数とみたとき、1つ前の19個は2520、次の21個は1440。(オンライン整数列大辞典の数列 A007368)

## その他 2160 に関連すること
- 4096×2160
- 2160p